# Global Geoparks Network

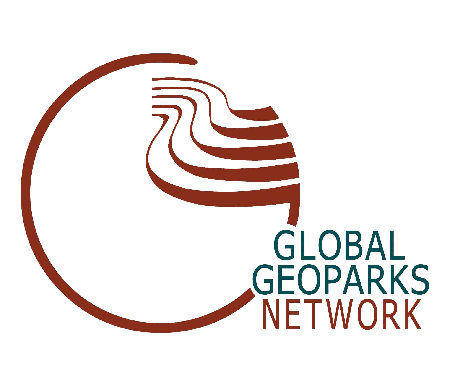
Logo des Global Geopark Network

Das Global Geoparks Network, ehemals auch Global Network of National Geoparks genannt, ist eine internationale Non-Profit-Organisation. Mitglieder der Organisation sind die UNESCO Global Geoparks.

## Geschichte
Die Organisation wurde 2004 gegründet. Mit der Einrichtung des Titels UNESCO Global Geopark 2015 erhielt sie die Funktion einer beratenden Einrichtung der UNESCO.
Mit Stand Mai 2023 sind 195 Geoparks in 45 Staaten als UNESCO Global Geopark anerkannt worden und damit Mitglied im Global Geoparks Network.